# 堺市立泉ヶ丘東中学校
堺市立泉ヶ丘東中学校（さかいしりつ いずみがおかひがしちゅうがっこう）は、大阪府堺市中区にある公立中学校。

## 沿革
本項では前身校についてもまとめて扱う。
1947年の学制改革当時、現在の校区周辺地域は泉北郡東陶器村・久世村・西陶器村となっていた。各村ごとに東陶器村立中学校・久世村立中学校・西陶器村立中学校が創立した。
その後1955年には、泉北郡東陶器村・久世村・西陶器村・上神谷村の4村合併で泉ヶ丘町が発足した。この際、東陶器村立中学校は泉ヶ丘町立東第一中学校、久世村立中学校は泉ヶ丘町立東第二中学校、西陶器村立中学校は泉ヶ丘町立東第三中学校にそれぞれ改称している。
1957年に東第一・東第二・東第三の3校が合併し、泉ヶ丘町立東中学校が現在地に発足した。当初は現在地の本校のほか、旧東第一・東第二の両中学校校舎を分校として使用した。第一分校（旧東第一中学校）には旧東第一中学校区在住の1・2年生、第二分校（旧東第二中学校）には旧東第二中学校区在住の1・2年生を収容した。本校にはすべての3年生と旧東第三中学校区在住の1・2年生を収容した。翌1958年には分校を廃止し、現在地に完全統合している。
1970年代には泉北ニュータウンが開発されてニュータウンの新設中学校が開校したことにより、従来の校区の一部を新設中学校の校区に変更している。また周辺地域の宅地化によって生徒数が増加したことに伴い、堺市立深井中学校と堺市立平井中学校の2中学校が分離開校している。

### 年表
- 1957年4月1日 - 泉北郡泉ヶ丘町の東第一・東第二・東第三の3中学校が合併し、泉ヶ丘町立東中学校として開校。
- 1959年5月3日 - 泉ヶ丘町が堺市に編入されたことに伴い、堺市立泉ヶ丘東中学校へ改称。
- 1967年 - 堺市立宮園小学校の新設に伴い、同小学校校区を中学校校区に編入。
- 1970年 - 和田地区を堺市立宮山台中学校との調整校区とする。
- 1971年 - 堺市立三原台中学校の開校に伴い、高蔵寺（現・高倉台）を三原台中学校校区に変更。
- 1973年4月 - 和田と深阪の一部を堺市立宮山台中学校校区に変更。
- 1981年 - 堺市立深井中学校を分離。堺市立宮園小学校校区を深井中学校校区に変更。
- 1985年 - 堺市立平井中学校を分離。堺市立久世小学校校区および堺市立西陶器小学校校区のうち泉北1号線以西（現在の堺市立深阪小学校校区に相当）を平井中学校校区に変更。

## 通学区域
- 堺市立西陶器小学校・堺市立東陶器小学校・堺市立福田小学校の通学区域。

## 交通
- バス（南海バス）
  - 南海泉北線 深井駅東側から泉ヶ丘駅行きもしくはあみだ池行きで10分、東中学校前下車で徒歩5分。
  - 南海泉北線 泉ケ丘駅北側から深井駅行きもしくは東山車庫前行きで10分、東中学校前下車で徒歩5分。
  - 南海高野線 北野田駅から深井駅行き、鳳駅前行き、もしくは東山車庫前行きで10分、高山下車で徒歩8分。
- 鉄道
  - 南海泉北線 深井駅 南東へ約2.5km。
  - 南海泉北線 泉ケ丘駅 北へ約3km。
  - 南海高野線 北野田駅 西へ約2.9km。

## 著名な出身者
- 神山竜一（元プロサッカー選手）
- 佐岡真弐（アメリカンフットボール選手）
- R-指定（ラッパー）
- 山口翔大（K-1 ファイター)